# Òscar Gistau Ferreño
Òscar Gistau Ferreño (nascut el 8 de març de 2008) és un futbolista professional català que juga com a davanter al Futbol Club Barcelona Atlètic de Segona Federació.

## Primers anys
Gistau va néixer a Salou, Catalunya.

## Carrera professional
Gistau va entrar a l'acadèmia juvenil del Barcelona, equip de la primera divisió espanyola, on va ser considerat un dels jugadors més importants del club.

## Estil de joc
Gistau juga principalment com a davanter i ha estat descrit com "entre les seves característiques hi ha el seu gran joc aeri, el seu xut potent i olfacte golejador".

## Vida personal
És fill del futbolista Coque Gistau.